# Hendrica Brand
Hendrica van Nelle-Brand auch bekannt als Weduwe Van Nelle (getauft 21. Januar 1758 in Den Haag; gestorben 27. Dezember 1813 in Rotterdam) war eine niederländische Geschäftsfrau.

## Leben
Hendrica Brand wurde am 21. Januar 1758 in Den Haag getauft. Sie war die Tochter des Branntweinverkäufers Antonius Brand (1729?–1770) und Johanna Koster (1729–1774). Sie war das dritte Kind einer römisch-katholischen Familie, eine ältere Schwester war nur zwei Monate alt geworden und ihr älterer Bruder Hermanus starb, bevor er sechs Jahre alt war. Nach ihr wurden weitere acht Kinder geboren, von denen vier vor ihrem ersten Geburtstag und ein fünftes im Alter von zwei Jahren starben. Die Eintragung der Tode aller dieser Kinder wurde unentgeltlich bearbeitet, was darauf schließen lässt, dass es der Familie Brand wirtschaftlich nicht gut ging. Ihr Vater stammte ursprünglich aus Wadersloh im Münsterland, wie aus dem Heiratsregister der Eltern hervorgeht. Sie lebte mit ihren Eltern und Geschwistern in Den Haag, in einem kleinen gemieteten Haus. Die Eltern betrieben eine kleine Pension und ihr Vater war zudem als kleiner Branntweinhändler tätig. Er starb 1770 im Alter von 41 Jahren und hinterließ die Familie in einer verzweifelten Lage. Ihre Mutter heiratete 1773 erneut. Anlässlich der erneuten Eheschließung erklärte sie gegenüber dem Waisenhaus, sie sei „völlig unfähig, ihren Kindern irgendetwas nachzuweisen, das über den hierfür erforderlichen Mindestbetrag hinausgeht“. Sie schenkte den Waisenmeistern „aus Wohlwollen ihres Vaters“ zwölf Gulden, „deren Zinsen den Kindern zugutekommen solle“. Mehr als ein Jahr nach ihrer zweiten Heirat starb Johanna Koster an „Verdauungsstörungen in der Lunge“. Hendrica Brands jüngere Schwester Maria (1761–1782) und die Brüder Hermanus (1763–1832) und Wilhelmus (1765–1782) wurden im römisch-katholischen Armenhaus, ebenfalls einem Waisenhaus, in Den Haag untergebracht. Hendrica selbst durfte mit 16 Jahren nicht in das Waisenhaus aufgenommen werden, da dort nur Mädchen unter 15 Jahren aufgenommen wurden. Vermutlich blieb sie in ihrem Elternhaus, wo ihre Tante Maria Koster und ihr Onkel Ferdinand Marcus das elterliche Geschäft weiterführten. Ihr Bruder Willem lief 1777 aus dem Waisenhaus weg und zog nach Rotterdam, während Hermanus 1779 in die niederländischen Streitkräfte eintrat und sich schließlich 1795 in Hulst niederließ.
Es ist nicht bekannt, wann genau Hendrica Brand den Notargehilfen Johannes van Nelle (1756–1811) geheiratet hat. Auch der Ort der Eheschließung ist nicht mehr bekannt. Van Nelle stammte aus Leiderdorp und war dort am 11. Juli 1756 als reformierter Christ getauft worden. Sie zogen unmittelbar nach der Hochzeit nach Rotterdam und bekamen drei Kinder. Diese wurden abwechselnd nach dem Glauben der Eltern getauft: Bernardus Antonius römisch-katholisch (6. Februar 1782, gestorben vor 1811), Johannes reformiert (8. Juni 1783) und Maria Joanna, ebenfalls römisch-katholisch (27. Oktober 1786). Sie lebten in Rotterdam in einem Gebäude am Leuvehaven und eröffneten ein Geschäft, in dem sie Kaffee, Tee, Tabak und Schnupftabak verkauften. Am 9. Oktober 1782 erteilten die Rotterdamer Behörden dem Paar die „endgültige Aufnahme“, eine Niederlassungserlaubnis, die bedeutete, dass Hendrica und Johannes van Nelle für ihren eigenen Lebensunterhalt sorgen konnten. Zwei Wochen später, am 25. Oktober, musste Hendrica van Nelle ihren Bruder Wilhelmus auf dem St. Janskerkhof begraben, knapp drei Monate, nachdem ihre Schwester Maria im Waisenhaus in Den Haag gestorben war. Das Geschäft führte in den ersten Jahren vermutlich Hendrica van Nelle, denn Johannes arbeitete zunächst als Lagerarbeiter für den Rotterdamer Tabakhändler Frederik Caerte und später als Büroangestellter und „Reisender“ für seinen Schwiegersohn. Am 29. Oktober 1794 wurde er in das Rotterdamer Bürgerregister eingetragen, ein Beweis dafür, dass das Geschäft nun gut lief.
Johannes van Nelle sen. verstarb am 12. November 1811 nach langer Krankheit, danach führte seine Witwe das Geschäft alleine weiter. Inzwischen florierte das Geschäft und um das Jahr 1812 gingen Laden und Haus in den Besitz der Witwe Van Nelle über. Im darauffolgenden Jahr konnte sie einen Garten mit Gartenhaus erwerben und sie stellte am 23. Mai 1813 einen Mitarbeiter, den damals zehnjährigen Jan van Zon ein. Er sollte 59 Jahre in der Firma bleiben. Sechs Monate später starb Hendrica Van Nelle nach langer Krankheit am 27. Dezember 1813. Ihr Sohn Johannes junior führte das Geschäft gemeinsam mit seinem Schwager Abraham Goedkoop fort.
Obwohl Hendrica van Nelle-Brand weniger als zwei Jahre an der Spitze des Unternehmens stand, trug es bis zum Ende des 20. Jahrhunderts offiziell den Namen „De Erven de Wed. J. van Nelle“, auch kurz als „Die Witwe“ bezeichnet. Bis dahin war „de zwaar van de Weduwe“ die gebräuchliche Bezeichnung für eine Packung schweren Shag-Tabak von Van Nelle.